# Registergoed
Registergoederen zijn goederen die wettelijk verplicht worden ingeschreven in een openbaar register (het kadaster). Op registergoederen (en alleen op registergoederen) kan een hypotheek worden gevestigd. Het bekendste voorbeeld zijn woningen en grond, maar ook een appartementsrecht is een registergoed. Roerende registergoederen zijn bijvoorbeeld (grotere) schepen en in bepaalde landen ook vliegtuigen.

## Zie verder
- Goed (Nederlands recht)#Registergoed voor de situatie in Nederland
- Goederen en zaken#Registergoederen (België) voor de situatie in België